# Ogniskowy rozrost guzkowy wątroby
Ogniskowy rozrost guzkowy wątroby (łac. hyperplasia hepatis nodularis, ang.focal nodular hyperplasia, FNH) – niezłośliwy guz wątroby występujący u około 0,3% populacji ludzkiej, stwierdzany 6–8-krotnie częściej u kobiet zwykle w wieku 30–50 lat, mogący korelować ze stosowaniem hormonów – antykoncepcji hormonalnej lub hormonalnej terapii zastępczej, jednak związek ten nie jest tak ścisły jak w przypadku gruczolaka wątrobowokomórkowego. Jest drugim pod względem częstości niezłośliwym guzem wątroby (według niektórych danych trzecim).

## Etiologia
Przyczyna wystąpienia tej zmiany nie jest znana. Postuluje się 2 możliwe przyczyny:
- teoria naczyniowa, która mówi, że tętnica zaopatrująca część miąższu wątroby, dzieli się gwiazdowato, co może spowodować oddzielenie części miąższu w postaci guzka
- teoria rozrostu klonalnego – guzek powstaje wskutek zaburzeń rozwoju komórki progenitorowej pluripotencjalnej. W przypadku podwyższonego stężenia hormonów (opisane wcześniej przypadki, ale także ciążą) zmiana może się powiększać i stąd częstsze występowanie u kobiet.

## Objawy i rozpoznanie
Ogniskowy rozrost guzkowy wątroby najczęściej nie powoduje żadnych objawów, rośnie powoli i nie ulega transformacji do nowotworu złośliwego w przeciwieństwie do gruczolaka wątrobowokomórkowego. Rozpoznawany jest najczęściej wskutek przypadkowego wykonania badań obrazowych jamy brzusznej, takich jak:
- ultrasonografia
- tomografia komputerowa
- jądrowy rezonans magnetyczny
- angiografia
- scyntygrafia

W badaniu rezonansem magnetycznym lub w tomografii komputerowej widoczna bywa charakterystyczna dla rozrostu guzkowego blizna centralna (ok. 50-75% przypadków, częściej widoczna w MR), silne unaczynienie tętnicze oraz hiperintensywność w fazie wątrobowokomórkowej przy wzmocnieniu kontrastowym z użyciem środka hepatotropowego (Gd-EOB-DTPA). Ostateczne rozpoznanie umożliwia badanie histopatologiczne. Biopsja wątroby jest przeciwwskazana z uwagi na duże ryzyko krwawienia.

## Leczenie
W przypadku małych zmian leczenie nie jest konieczne, wykonuje się jedynie seryjne badania obrazowe (najczęściej USG) celem obserwacji dynamiki zmiany guzowatej. Zaleca się jedynie odstawienie preparatów hormonalnych w przypadku ich stosowania. W następujących sytuacjach konieczne jest leczenie operacyjne:
- krwotok do jamy otrzewnowej
- uciążliwe dla pacjenta objawy bólowe
- wątpliwości diagnostyczne co do charakteru zmiany ogniskowej
- znaczne powiększanie się guza wątroby pomimo zaprzestania stosowania hormonów.

Planowana ciąża nie jest według najnowszych badań bezpośrednim wskazaniem do leczenia operacyjnego, jeśli zmiana jest pojedyncza, ma stosunkowo niewielkie rozmiary (do 4-5cm), jest stabilna i nie ma co do niej wątpliwości diagnostycznych. 